# Atle Pedersen
Pour les articles homonymes, voir Pedersen.
Atle Pedersen, né le 27 juillet 1964 à Larvik, est un coureur cycliste norvégien.
Il devient professionnel en octobre 1988 et le reste jusqu'en 1991, avec un bref retour  en 1993 (d'aout à décembre). Il remporte une étape du Tour d'Espagne durant cette période. Avec l'équipe Tonton Tapis-GB, il participe au Tour de France 1991, qu'il abandonne.

## Palmarès
- 1981
  - Champion des Pays nordiques sur route juniors
  - 3e du championnat des Pays nordiques du contre-la-montre par équipes juniors
- 1982
  -  Champion de Norvège sur route juniors
- 1985
  -  Champion de Norvège sur route
- 1986
  -  Champion de Norvège sur route
  -  Champion de Norvège du contre-la-montre par équipes (avec Jaanus Kuum, Johnny Nilsen et Jørn Skaane)
  - Ringerike Grand Prix
- 1987
  -  Champion de Norvège du contre-la-montre par équipes (avec Morten Sæther, Kjetil Kristiansen et Jørn Skaane)
  - Grafton to Inverell Classic
- 1988
  - 8e étape du Tour d'Autriche
  - Roserittet DNV Grand Prix
- 1990
  - 8e étape du Tour d'Espagne

## Résultats sur les grands tours

### Tour de France
1 participation
- 1991 : hors-délais (13e étape)

### Tour d'Espagne
1 participation
- 1990 : 89e, vainqueur de la 8e étape